# Pomnik „Poległych i pomordowanych za wolność tej ziemi” w Czerwonaku

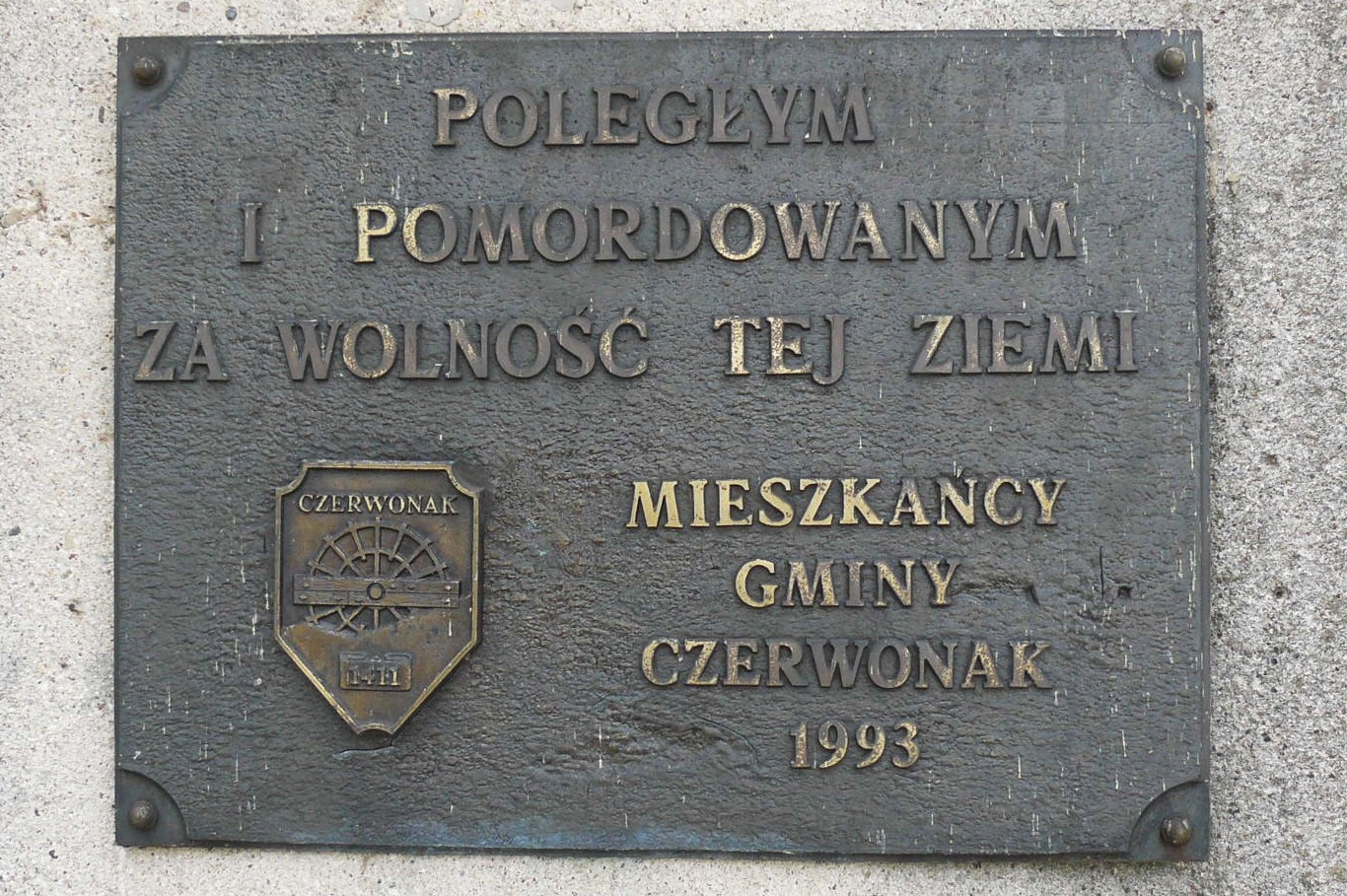
tablica na pomniku

Pomnik poległych milicjantów w Czerwonaku – modernistyczny, żelbetowy pomnik w kształcie zbliżonym do zębatego obelisku, upamiętniający funkcjonariuszy Milicji Obywatelskiej z Czerwonaka i okolic, poległych w walce z hitlerowcami 16 lutego 1945.

## Projekt i lokalizacja
Pomnik odsłonięto 7 października 1984 w Święto Milicji Obywatelskiej i Służby Bezpieczeństwa naprzeciwko ówczesnego komisariatu MO (obecnego komisariatu policji) przy ul. Gdyńskiej (w pobliżu Gminnego Ośrodka Kultury „Sokół”). Jego projektantem był Józef Kaliszan. W latach 90. XX wieku zmieniono nieco wymowę monumentu, umieszczając na nim metalowego orła z koroną oraz metalową tablicę z herbem gminy Czerwonak i napisem:
"POLEGŁYM I POMORDOWANYM ZA WOLNOŚĆ TEJ ZIEMI " - MIESZKAŃCY GMINY CZERWONAK 1993

## Geneza
W lutym 1945 niedobitki Wehrmachtu ze zdobytej Twierdzy Poznań przebijały się na północ, w kierunku Piły. Do walki z nimi żołnierze Armii Czerwonej włączali członków tworzącej się Milicji Obywatelskiej. Jednym z oddziałów MO był utworzony w początkach lutego 1945 oddział sierżanta Stanisława Koterskiego. Od 14 lutego 1945 w Miękowie (w granicach obecnego Czerwonaka) stoczył on, przy współudziale czerwonoarmistów, potyczkę – Niemcy bronili się w jednej z zagród na terenie wioski. W czasie walki zginęło dziewięciu Polaków i dwóch czerwonoarmistów (pochowano ich w Kicinie). Niemców wziętych do niewoli natychmiast rozstrzelano. Polegli Polacy to:
- Jan Dolny
- Stanisław Grochala
- Marian Jakubowski
- Stefan Kocerka
- Stefan Lemański
- Stanisław Pląder
- Józef Skórzak
- Czesław Skrzypczak
- Kazimierz Stelmach